# Skrov (matlagning)
Skrov är bröstkorg och ryggrad som blir kvar på ett djur efter alla ätbara delar är avlägsnade. Detta kan man sedan koka buljong på.
Med skrovmål avses i allmänhet ett väl tilltaget mål mat. Ordet är känt sedan åtminstone 1860.